# Барвинково (Винницкая область)
Барви́нково (укр. Барвінкове) — бывшее село на Украине, которое находилось в Погребищенском районе Винницкой области. Снятое с учёта решением Винницкого областного совета от 27 апреля 2012 года.
Код КОАТУУ — 0523484702. Население по переписи 2001 года составляло 24 человека. Почтовый индекс — 22263. Телефонный код — 4346.
Занимало площадь 0,061 км².

## Адрес местного совета
22263, Винницкая область, Погребищенский р-н, с. Раскопаное, ул. Интернациональная, 10